# Pollieu
Pollieu är en kommun i departementet Ain i regionen Auvergne-Rhône-Alpes i östra Frankrike. Kommunen ligger  i kantonen Belley som ligger i arrondissementet Belley. Kommunens areal är 3,71 km². År 2022 hade Pollieu 167 invånare.

## Befolkningsutveckling
Antalet invånare i kommunen Pollieu
Referens: INSEE